# Fairview (Utah)
Fairview je město v okresu Sanpete County ve státě Utah ve Spojených státech amerických. K roku 2000 zde žilo 1 160 obyvatel. S celkovou rozlohou 3,2 km² byla hustota zalidnění 359,3 obyvatel na km².

## Geografie
Fairview se nachází na 39 ° 37'44 „N 111 ° 26'18“ W (39,628890, -111,438264).
Podle sčítání lidu Spojených států Bureau, město má celkovou plochu 1,2 čtverečních mil (3,2 km 2 ), celá země.

### Podnebí
Tato klimatická oblast je typická velkými sezónními teplotními rozdíly, teplými až horkými (a často vlhkými) léty a chladnými (někdy silně chladnými) zimami. Podle systému klasifikace klimatu Köppen má Fairview vlhké kontinentální klima, na klimatických mapách zkráceně „Dfb“.